# Reinier de Graaf

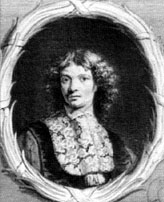
Reinier de Graaf

Reinier de Graaf (Reynier de Graaf sau Regnier de Graaf) (n. 30 iulie 1641 - d. 17 august 1673) a fost medic și anatomist olandez, celebru pentru descoperirile sale în domeniul biologiei reproducerii.

## Biografie
S-a născut la Schoonhoven lângă Utrecht. A studiat medicina la Utrecht și Leiden. Printre colegi, i-a avut pe Jan Swammerdam, Niels Stensen și Frederik Ruysch, iar ca profesor Franciscus Sylvius. Toți aceștia erau interesați în studiul organelor de reproducere.
Teza sa de doctorat a avut drept subiect pancreasul. Apoi a mers în Franța unde, la Universitatea din Angers, obține doctoratul în medicină. La Paris a studiat și organele reproducătoare masculine, studii ce l-au condus ulterior la editarea unei lucrări în 1668.
Întors în Olanda, în 1667, se stabilește la Delft. Deoarece era catolic, aflat într-o țară majoritar protestantă, a avut dificultăți în evoluția sa profesională.

## Contribuții
De Graaf a fost inventatorul seringii, în forma sa modernă, dar cea mai mare realizare a sa o constituie studiul organelor de reproducere feminine. Astfel de Graaf pune în evidență și studiază:
- funcția reproducătoare a foliculului ovarian
- importanța trompelor lui Falloppius
- ejacularea feminină
- punctul G, redescoperit ulterior de către Ernst Gräfenberg
- anatomia testicullului

Împreună cu anatomistul danez Niels Stensen, de Graaf studiază reproducerea la iepure. Observă ovocitul, celula germinală feminină, ovulul aflat în stadiul inițial de evoluție.

## Apreciere și recunoștință
În onoarea sa stadiul matur de evoluție al foliculului ovarian este denumit foliculul de Graaf. Foliculul mai fusese studiat și de către Gabriele Falloppio, dar acesta nu relevase importanța acestuia. 